# The Legacy (musikalbum)
The Legacy är thrash metal-bandet Testaments debutalbum. Det släpptes i juli 1987. Atlantic Records återutgav skivan i februari 1995.
Albumet spelades in i Pyramid Souns Studios i New York och producerades av Alex Perialas. The Legacy möttes av positiva reaktioner både hos publik och kritiker, och Testament blev jämförda med "The big four of thrash", dvs Megadeth, Slayer, Metallica och Anthrax. En musikvideo spelades in med förstaspåret "Over The Wall". 

## Låtlista
1. "Over the Wall" - 4:04
2. "The Haunting" - 4:11
3. "Burnt Offerings" - 5:03
4. "Raging Waters" - 4:30
5. "C.O.T.L.O.D." - 2:28
6. "First Strike Is Deadly" - 3:41
7. "Do or Die" - 4:36
8. "Alone in the Dark" - 4:01
9. "Apocalyptic City" - 5:48

### Låtskrivare
Spår ett, två, tre, sex och åtta är skrivna av Alex Skolnick, Eric Peterson och bandets tidigare sångare Steve "Zetro" Souza, med medverkan även av Greg Christian på spår ett och sex. Fjärde spåret är skrivet av Peterson och Souza, medan spår fem är av Peterson tillsammans med den tidigare gitarristen Ramirez. Avslutningsspåret har musik av Skolnick och Peterson, och ansvariga för sjunde spåret är Peterson tillsammans med sångare Chuck Billy och trummisen Louie Clemente.

## Bandupsättning
- Chuck Billy - sång
- Alex Skolnick - gitarr
- Eric Peterson - rytmgitarr
- Greg Christian - bas
- Louie Clemente - trummor